# 上海交通大学
上海交通大學（英語：Shanghai Jiao Tong University），简称交大、上交、上交大或上海交大，是位于中國上海市的一所具有理工特色，涵盖理、工、医、经、管、文、法、农等9个学科门类的教育部直属综合性全国重点研究型大学，为华东五校之一。
上海交通大學是中华人民共和国排名前列的高校之一，現時屬於「QS世界百強大學」、「泰晤士高等教育世界百強大學」、「美國新聞與世界報道世界百強大學」及「軟科世界百強大學」，是“双一流A类”和原“985工程”、原“211工程”重点建设大学。上海交大是近代中国历史最为悠久的大学之一，交大前身是清末洋务派政治家、实业家和福利事业家盛宣怀于1896年创建的南洋公学，后曾易名南洋大学、上海工业专门学校，中华民国大陆时期后期称为国立交通大学。1959年交通大学分立，交通大学上海部分定名为上海交通大学，1999年合并原上海农学院，2005年合并原上海第二医科大学，使其成为上海交通大学医学院。

## 历史

### 初创与合并前（1896 - 1921年）
南洋公学由盛宣怀1896年（光绪22年）创建于上海，与北洋大学堂同为中国近代历史上最早创办的大学。1895年甲午战争战败后，清政府推行新政。天津海关道盛宣怀在天津创办北洋大学堂后，曾与两江总督刘坤一商讨设立南洋公学。1896年10月，盛宣怀上奏《条陈自强大计折》并附《请设学堂片》奏请在上海设置南洋公学，提议由轮船招商局和电报局提供经费。12月6日光绪帝谕令批准盛宣怀设立学堂。南洋公学隸属于招商局和电报局，校內设置了师范學院、外院、中院和上院四院，盛宣怀首任督办。1900年，八国联军入侵津京地区，同为盛宣怀所创办的北洋大学堂在天津一度被迫停办，部分师生因战乱南迁至上海，在盛宣怀的安排下入读南洋公学在上院专门为接受北洋师生所开设的铁路班，直至北方战局平息，北洋师生及铁路班迁回天津。1905年改隶商部，更名为商部上海高等实业学堂。1907年改隶邮传部，更名为邮传部上海高等实业学堂。辛亥革命后1911年到1912年间为南洋大学堂。1912年中华民国成立后划归继承清政府邮传部的中华民国交通部，更名为交通部上海工业专门学校，直至1921年与交通部下属的另外三校合并为交通大学。

### 合并为交通大学时期（1921 - 1949年）

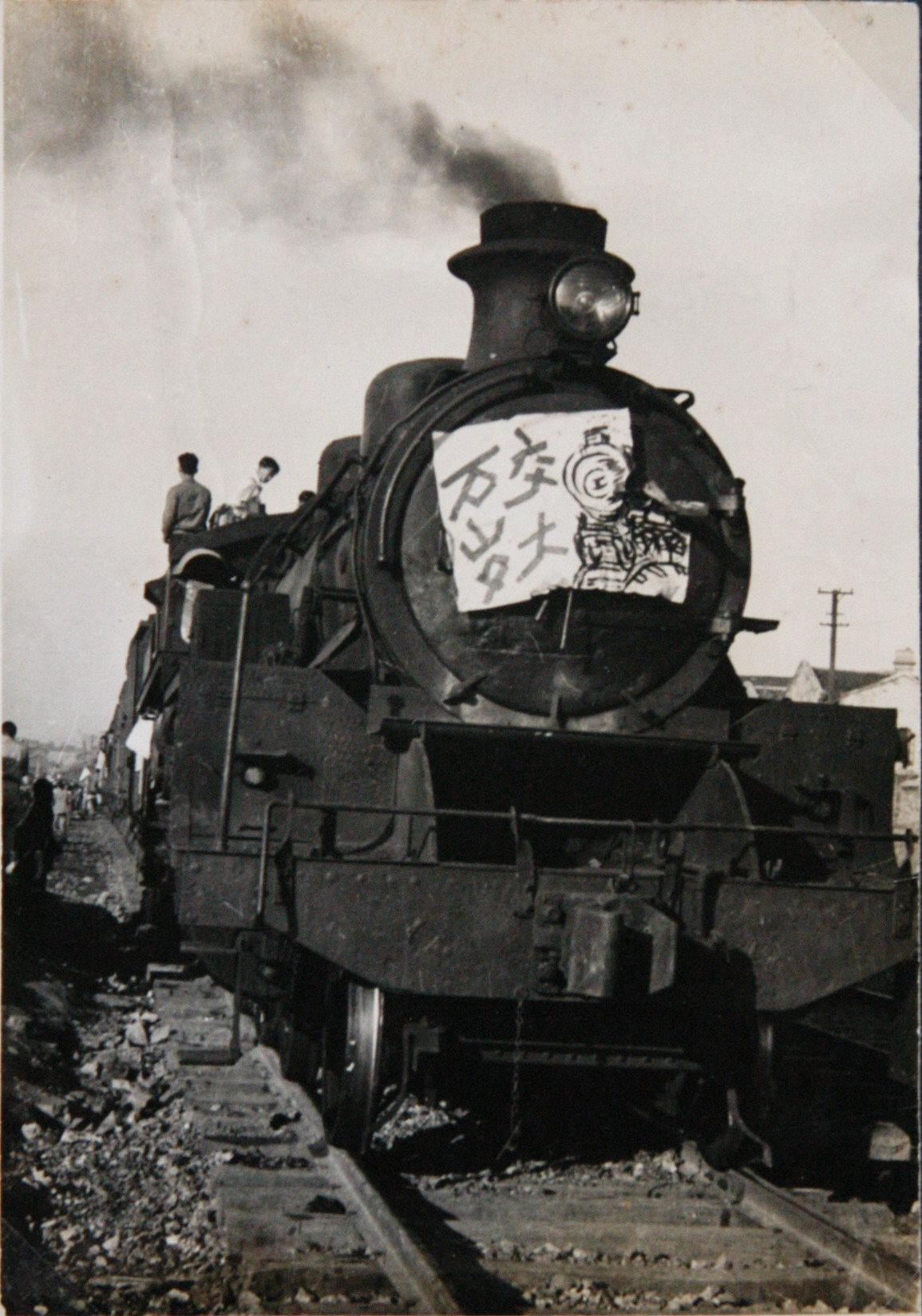
1947年护校运动中交大学生驾驶火车赴南京请愿

1920年（民国9年）12月，北洋政府交通总长叶恭绰认为交通部所属的上海工业专门学校、唐山工业专门学校、北平铁路管理学校、北平邮电学校四校散居各地、不便管理，決定於1921年统一学制，统称交通大学，办事处设在北京，是为交通大学第一次合并。1922年5月，因北洋政府派系纠纷，叶被迫离职，交通大学存在不足一年即解体。
1922年交通大学解体后原交通部上海工业专门学校单独成立交通大学上海学校，后在1922年夏更名为交通部南洋大学直至1927年。1927年8月更名为交通部第一交通大学。
1928年，南京国民政府取代北洋政府，9月，沪、平、唐三校再次合并组成“交通大学”。本部为上海沪校，唐校为土木工程学院，平校为铁路管理学院。是为交通大学第二次合并。
對日抗战八年时期，交通大学滬校内迁到重庆，唐校和平校内迁到贵州遵义，而留在上海沦陷区的部分成为伪交通大学。1938年起，交通大学徐家汇校舍被东亚同文书院占用。1945年8月交通大学重庆总校返回上海。1946年国立交通大学从交通部划归教育部，教育部令国立交通大学贵州分校平、唐两院分别回迁，平校另独立为国立北平铁道管理学院，与国立交通大学分离。同年12月，教育部下令停办轮机、航海两科。1947年5月约2800名学生曾驾火车赴南京请愿反对停办，是为交通大学的护校运动。
1949年5月27日，中国人民解放军占领上海，同年6月15日，接管国立交通大学上海本部。在1949年7月平、唐两校共同成立中国交通大学后，唐校也最终与在上海的国立交通大学分离。1949年国共内战期间部分师生随国民政府迁臺，1958年由在臺校友倡议复校，即如今位于新竹市的国立陽明交通大学。
中华人民共和国成立后，国立交通大学的上海本部更名为交通大学，平校和唐校另合并成立中国交通大学，是为由沪平唐三地构成的交通大学第二次解体。

### 院系改革（1952年）
20世紀50年代初，中华人民共和国政府参照苏联专业化的教育模式对高等学校进行拆分，实施院系改革。交通大学由具有相当规模的理、工、管的多学科大学被拆分成单一的工科大学。大量院系调出。其中理学院中的数学、物理、化学学科被调到复旦大学；化学还支援成立了华东化工学院（现华东理工大学）；土木建筑全部被并入同济大学；管理学院的管理、会计、财务等系并入复旦大学和华东师范大学，部分支援成立了上海财经学院（现上海财经大学）；纺织系分离出去成立了中国纺织大学（现东华大学）；水利系由严恺带去成立华东水利学院（现河海大学）；航空工程系调整到华东航空工程学院（现西北工业大学）；机电中的电子部分调入南京工学院（现东南大学），1955年又支持了成都电讯工程学院（1988年更名为电子科技大学），机电还支持了哈尔滨工业大学。此外还分出去支援了上海海运学院等许多学校。交通大学只是从外面调入了一些工科力量，但除了造船得到大连工学院（现大连理工大学）、同济大学支援得到加强外，其余并入的实力都不强。在1952年的院系调整结束后，交通大学成了一所纯工科大学，实力受到重创。

### 交大西迁（1955 - 1959年）

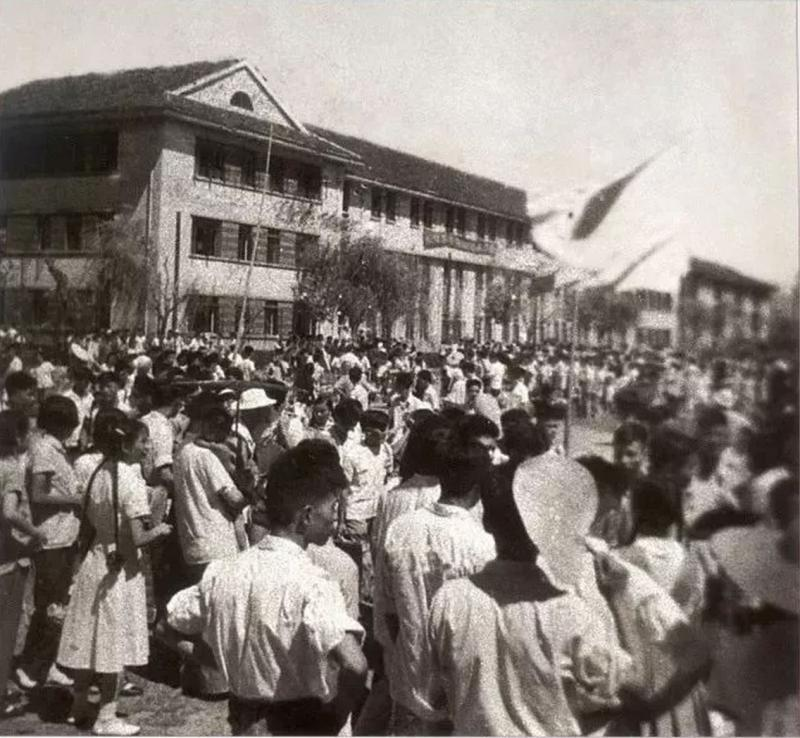
1956年，第一批交通大学师生西迁西安

1955年，鉴于当时的国际形势，同时也为支援西北教育建设，国务院决定在上海的交通大学在1955年至1957年两个学年中分批迁往西安。1956年暑假，西安新校舍落成，学校第一批西迁开始。但由于形势的变化和部分校内师生的反对意见，内迁工作不久中断。虽然所有中科院学部委员仍留在上海部分，但绝大多数青年师生，设施以及档案迁往西安，交通大学开始两地办学。由于上海和西安两地管理上非常不便，1959年7月31日，经国务院批准，交通大学两部分独立建校，交通大学上海部分成立上海交通大学。

### 上海交大时期（1959年至今）

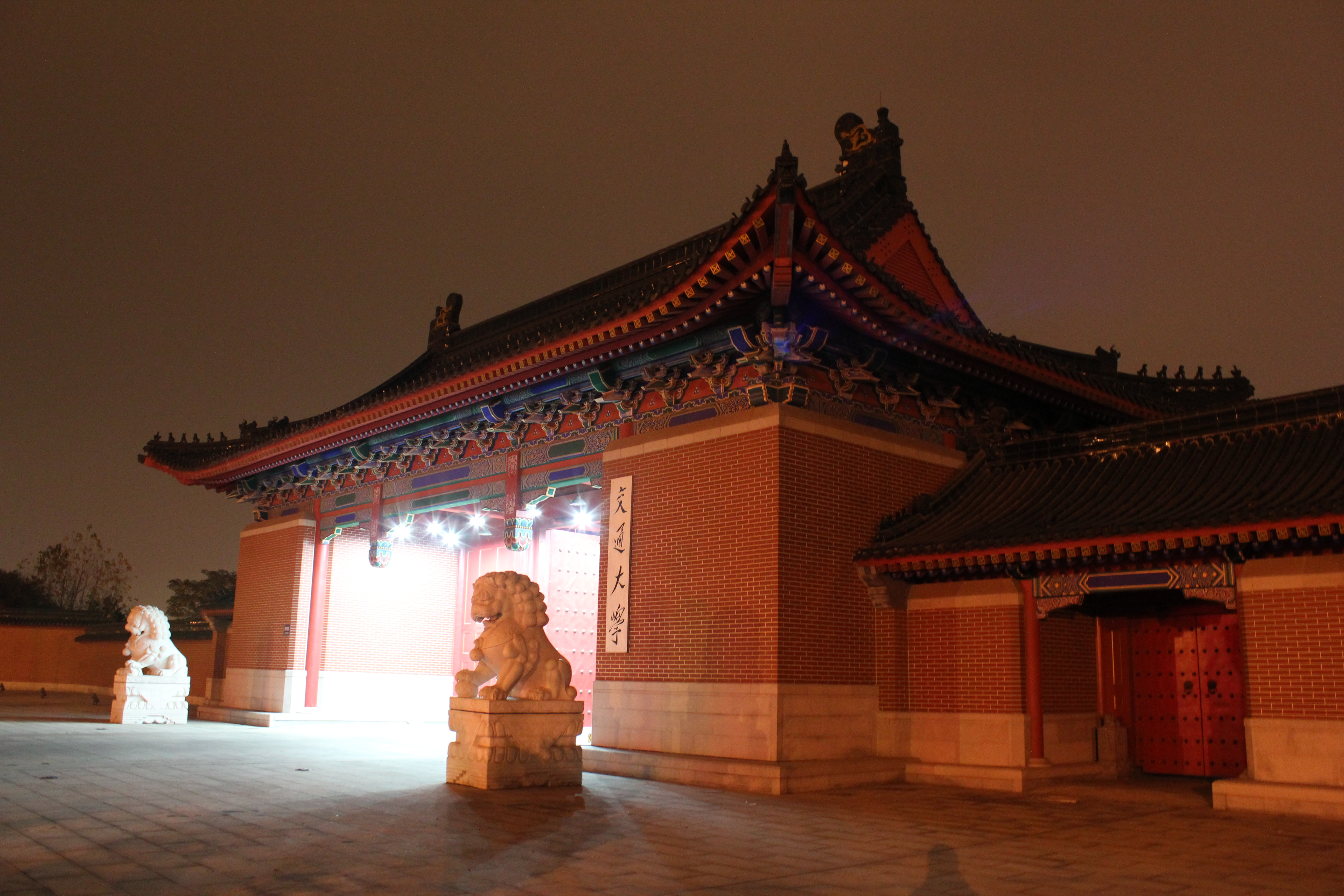
上海交通大学闵行校区东大门

1961年2月，上海交通大学划归国防科工委，同时接受当时的高等教育部和上海市政府领导。学科体系局限于国防相关专业。
中国文化大革命期间，上海交通大学正常的教学科研秩序遭到严重破坏，发展几近停顿。1970年，学校又划归当时的中国海军领导。
文化大革命结束后，上海交通大学率先在中国高校中进行改革，大胆创新，使学校发展在历经院系调整、西迁、文革的动荡后迎来重要的历史转机。学校以人事、劳动、分配制度为核心，进行了管理体制改革，激发了教职员的工作热情；学校充分利用交通大学的校友资源，积极开展对外交流。在当时中国思想还比较禁锢的环境下，在高校率先接受海外校友捐赠，兴建包兆龙图书馆；拓展专业方向，重建数学、物理、化学、力学等应用理科系以及管理学科，逐步恢复交通大学时期理、工、管三足鼎立的学科布局。学校的这些改革收到了良好的效果，获得了当时中国最高领导人的肯定。
1982年9月，上海交通大学重新划归教育部领导。“七五”、“八五”期间，被国务院确定为全国5所重点建设的大学之一。
学校蓬勃的发展使得徐汇校区校舍资源相对紧张。1985年上海交通大学开始在上海市闵行区兴建闵行校区并于1987年投入使用。2001年开始，闵行校区作为上海兴建的上海紫竹科学园区的主要部分，开始新一轮大规模建设，建成后将从原先的2200亩扩展到5000亩的规模，成为上海交通大学教学和研究的主要基地。
进入1990年代以来，上海交通大学先后获得中国政府高等教育“211”和“985”工程支持，被列为中国创建世界一流大学的少数几所高校之一。学校大力引进优秀人才，优化学科布局，成立了生命，人文，环境，药学，法学等相关院系，并于1999年并入原上海农学院，成立上海交通大学农业与生物学院，于2002年成立了医学院。在国际化办学方面也取得相当进展。2000年8月，上海交通大学与美国密西根大学签约，共建机械工程学院，联合培养具有国际竞争力的机械工程高级人才，合作开展以来，在科研和教学上都取得了突出的成绩，覆盖了本科、硕士、博士三个学历层次，该国际化项目是中美两国顶尖大学成功合作的典范。2006年两校决定扩大合作规模，提升合作层次，建立交大密西根大学联合学院，合作的学科也有了很大的扩展。2002年10月，经教育部批准，在新加坡成立了中国在海外的第一个研究生院；大部分院系都与国外知名院系开展了师生交换等实质性的合作。上海交通大学的论文发表和专利申请数量都居中国高校前列。
2005年6月10日，教育部、上海市政府签署《关于上海交通大学与上海第二医科大学合并的原则意见》。2005年7月18日，上海交通大学与上海第二医科大学正式合并，成立新的上海交通大学医学院。

## 传统

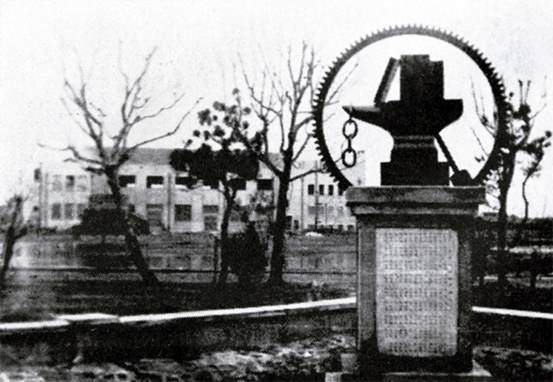
建于1933年执信西斋南侧的饮水思源纪念碑

### 校训
上海交通大学的校训为“饮水思源，爱国荣校”，确定于1995年，其来源是1933年落成的交通大学传统标志性建筑物饮水思源碑。
1910年邮传部上海高等实业学堂时期，校长唐文治亲自制定“勤、俭、敬、信”四字为校训，并著文释意。其后交通大学在此校训基础上进行扩充，1920年交通部上海工业专门学校校训为“勤、慎、忠、信、恒”，1933年国立交通大学时期为“精勤、敦笃、果毅、忠恕”。1937年颁定16字校训：“精勤求學、敦篤勵志、果毅力行、忠恕任事”，此十六字校训目前仍为西安交通大学与西南交通大学校训。

### 校徽
上海交通大学校徽图案为齿轮铁砧锤链和书本。校徽中心为铁砧，铁锤，砧上置四本平放的线装书和三本竖放的现代书籍，示工程教育工读并重，融汇古今、学贯中西之意。砧座有阿拉伯数码1896，表明交通大学的创办年份。砧外为齿轮，内部为一船舶形状，皆寓工程与交通之意。校徽有24齿和48齿两种规格。
1925年4月8日校庆交通部南洋大学向师生和校友征集校徽，年底确定了将当时在校学生徐震池和杨恒的设计稿合二为一的样式，并于1926年1月23日校长凌鸿勋发布公告实行。
|                                                                                             |                                      |                                         |                                         |
| 1912年版校徽                                                                                | 1926年版校徽                         | 1934年版校徽                            | 1940年版校徽                            |
| 交通部上海工业专门学校 Government Institute of Technology 拉丁文“” 意为“对祖国的爱带领着我” | 南洋大学 Nanyang University 45齿校徽 | 交通大学 Chiao Tung University 50齿校徽 | 交通大学 Chiao Tung University 46齿校徽 |

### 校歌
上海交通大学并未采用同源的西安交通大学和國立交通大學所采用的1943版交通大学校歌。2009年上海交通大学校方根据1909年的校歌制定了新校歌，但未被广泛使用。歌词依照1909年版略作修改，曲调仍然寄调基督教赞美诗《信徒精兵歌》。

神州焕，古今灿，壮哉我中华；
书香溢，银锤起，美哉我校旗。
愿我师生全体，明白旗中意，
既明勿昧，既进勿退，精神常振起。
实心实力求实学，实心实力务实业，
光辉我中华，便是光辉我校旗。

- 演唱版音频链接（页面存档备份，存于）

| 1897年版校歌 《警醒歌》 | 1909年版校歌 《邮传部高等实业学堂校歌》（1909年） 《南洋公学校歌》（1915年） | 1909/1915年英文版校歌 The College Song |
| --- | --- | --- |
| 警、警、警，黑种奴、红种烬，黄种酣眠鼾未竟。 毋依冰作山，勿饮鸩如酝；焚屋漏舟乐未央， 八百兆人，瞥眼同一阱，醒、醒、醒。 警、警、警，胚羲轩、乳孔孟，神明摇落今何剩？ 碧眼红髯，仿佛流风韵；不耻为之奴，转耻相师证， 漫漫万古如长暝。醒、醒、醒。 警、警、警，野吞声、朝饮恨，百年养士期何称。 毋谓藐藐躬，只手擎天臂一振；毋谓藐藐童， 桃李成荫眼一瞬，自觉觉人、不任将谁任？醒、醒、醒。 警、警、警，水东流、日西轫，朱颜弹指成霜鬓。 策驽马、追八骏，九逵之衢苦不迅。矧乃缒藤凿迁径， 玩物愒时，买椟珠谁问？醒、醒、醒。 | 珠光灿，青龙飞，美哉我国徽；[@] 醒狮起，搏大地，壮哉我校旗。 愿我师生全体，明白旗中意， 既醒勿睡，既明勿昧，精神常提起。 实心实力求实学，实心实力务实业， 光辉我国徽，便是光辉我校旗。 - 音频链接（页面存档备份，存于） - @ 此句在1915年被改为 “五色备，如虹霓，美哉吾国徽；” - 曲调来自基督教赞美诗《信徒精兵歌》。                                                                                     | I. Onward, upward, forward, Sons of our Nanyang. Upward to the high lands Where our race began. Listening to High Heaven Heeding its commands. Telling for our brothers With our hearts and hands. II. Onward, upward, forward, Sons of our Nanyang. Onward toward the glories Which our poets sang. Not for fame or riches Press we to the goal. But for truth and honour Pledge we mind and soul. III. Onward, upward, forward, Sons of our Nanyang. Forward out of conflicts Whence our freedom sprang. Mindful of the wisdom Taught by saint and sage, Earger look we forward To a Golden Age. - 注：每段前四行为副歌。 |
| 1926年版校歌 《交通部南洋大学校歌》 | 1943年版校歌 《国立交通大学校歌》 | 1982年版校歌 《上海交通大学校歌》 |
| 长江南大洋西，中外交通地。 巍巍乎我校舍，浩浩乎我校基。 念昔贤创始之心，溯既往绵延之史， 顾我师生无偏无倚，爱敬如兄弟。 光明灿烂如电花，自强不息如轮机， 增加我南洋，黄蓝校旗之光辉。 - 音频链接（页面存档备份，存于） | 美哉吾校，真理之花，青年之楷模，邦国之荣华。 校旗飘扬，与日俱长，为世界之光，为世界之光。 美哉吾校，鼓舞群伦，启发我睿智，激励我热忱， 英俊济跄，经营四方，为世界之光，为世界之光。 美哉吾校，性灵泉源，科学之奥府，艺术之林园。 实业扩张，进步无疆，为世界之光，为世界之光。 美哉吾校，灿烂文明，实学培国本，民族得中兴， 宇土茫茫，山高水长，为世界之光，为世界之光。 - 音频链接（页面存档备份，存于） | 相聚在东海之滨，吸取知识的甘泉。 交大，交大，学府庄严，师生切磋共涉艰险。 为飞跃而求实，为创业而攻坚。 同学们，同学们！振兴中华，振兴中华。 宏图在胸，重任在肩。 迎向那真理之光，扬起青春的风帆。 交大，交大，群英汇聚，同舟共济远航彼岸。 为自强而奋发，为人类多贡献。 同学们，同学们！饮水思源，饮水思源。 母校的光荣，长存心田。 |

### 校旗
南洋公学时期曾使用醒狮起搏大地图案的校旗。交通大学时期的校旗中间为校徽，两侧为三道水平横条，代表沪、平、唐三校，上方文字为“國立交通大學”。
1950年7月7日，校方发布《公布本校校旗式样》公告，通过了一面红底，左上为五角星及校徽，右下方为“交大”二字的校旗。1952年9月29日，根据教育部《关于各级学校校旗、证章式样的原则规定》，改为旗面仅有校名的旗帜。
现行上海交通大学校旗为蓝底，中上部置有校徽及校名的旗帜。其中黄蓝两色为交通大学传统上的校色。
| 南洋公学时期 |
| 南洋公学时期 |

| 交通大学时期 |
| 交通大学时期 |

| 1950-1952年 |
| 1950-1952年 |

| 2012年- |
| 2012年- |

### 校名
清代以长江为界，以南称为“南洋”。盛宣怀从自己经管的轮船招商局、电报总局筹得建设南洋公学的经费。他曾于奏折中解释命名原因：“西国以学堂经费半由商民所捐，半由官助者为‘公学’。今上海学堂之设，学费皆招商、电报两局众商所捐，故定名曰‘南洋公学’。”
南洋公学曾先后隶属商部、邮传部、交通部。1921年北洋政府交通总长叶恭绰将交通部所属的四所学校合并，以交通部统称为交通大学。

### 校庆
上海交通大学每年4月8日举行校庆活动。4月8日为传统上交通大学的校庆日，源于1922年4月8日，交通部部长、交通大学校长叶恭绰电令：“今日为交通大学成立纪念日，放假一天。”一说取义“四通八达”，正对“交通”之名，一说取自1897年4月8日南洋公学师范院首批40名学生开学日。

## 校园

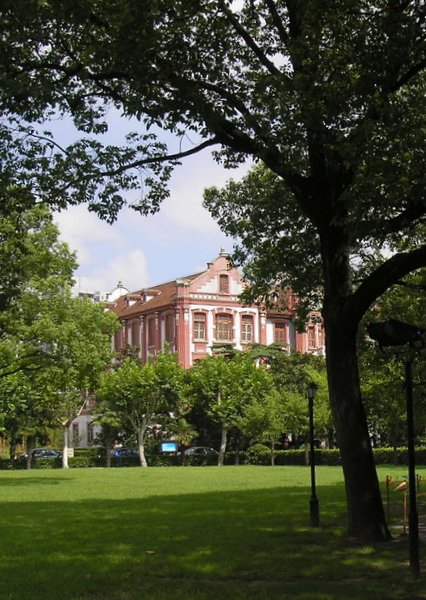
徐汇校区图书馆

目前上海交通大学有闵行、徐汇、法华、七宝（原上海农学院）、卢湾（原上海第二医科大学）、张江等6个校区，校园总面积近350万平方米。其中徐汇校区位于上海市中心徐汇区华山路上，是南洋公学创办之地，现今具有一百多年的历史。闵行校区是上海交通大学最大的一个校区，位于闵行区东川路上，邻近黄浦江，始建于1985年，1987年落成使用，时任上海市市长的交大校友江泽民参加当年闵行校区的开学典礼。随着闵行校区二期扩建工程的收尾工作于2006年的基本建成，闵行校区面积达到309.25公顷（约4600亩），成为上海交通大学教学和研究的主要基地。周围有紫竹高科技园区以及华东师范大学闵行校区等。
2024年10月28日上午，上海交通大学崇明校区首期项目正式启动建设。

### 闵行校区
上海交通大学闵行校区位于上海市闵行区东川路800号，是上海交通大学最大的一个校区。占地面积约309.25公顷，4638.75亩。原称交大二部，始建于1985年，于1987年建成开学。
该校区共有11个校门，现共有7座教学楼，学生公寓共分7个片区，9座餐饮大楼分布其中。沪金高速公路以西为早期建设的西区，南部建有三座教学楼，其侧为思源湖，北部为研究生宿舍区。程及美术馆、南区体育场、光明体育场、体育馆新馆、菁菁堂、老行政楼等功能性建筑分布其中。高速公路以东，北部为生农医药院所区域，南部为机电信息院所区域，中部有图书馆新馆、新行政楼以及法学院、媒设、人文学院等院系大楼。
由于校区面积较大，特别是东区学院建筑分散，为方便师生，学校开设免费校内巴士，大致沿环形路线行走，共设十余站。并定时有校车前往徐汇、七宝等校区。
目前上海交大除医学院外的本科生和大部分研究生在该校区生活学习。
| 上海交通大学闵行校区地图 |
| --- |
| 思源门 南大门 东大门 包玉刚图书馆 新图书馆 菁菁堂 铁生馆 光彪楼 上院 中院 下院 东上院 东中院 东下院 陈瑞球楼 程及美术馆 逸夫楼 学术活动中心 光明体育场 霍英東体育中心 思源湖 留园 南苏园 园林植物标本园 盛宣怀铜像 界碑和石碾 木兰船建大楼 机动学院 电信群楼 微电子学院 软件学院 材料学院 数学楼 物理楼 化学楼 生命科学技术学院 人文楼 凯原法学院 媒设学院 学院 航空航天学院 环境学院 外国语学院 药学院 文选医学楼 农业与生物学院 上粮七库专用线 |

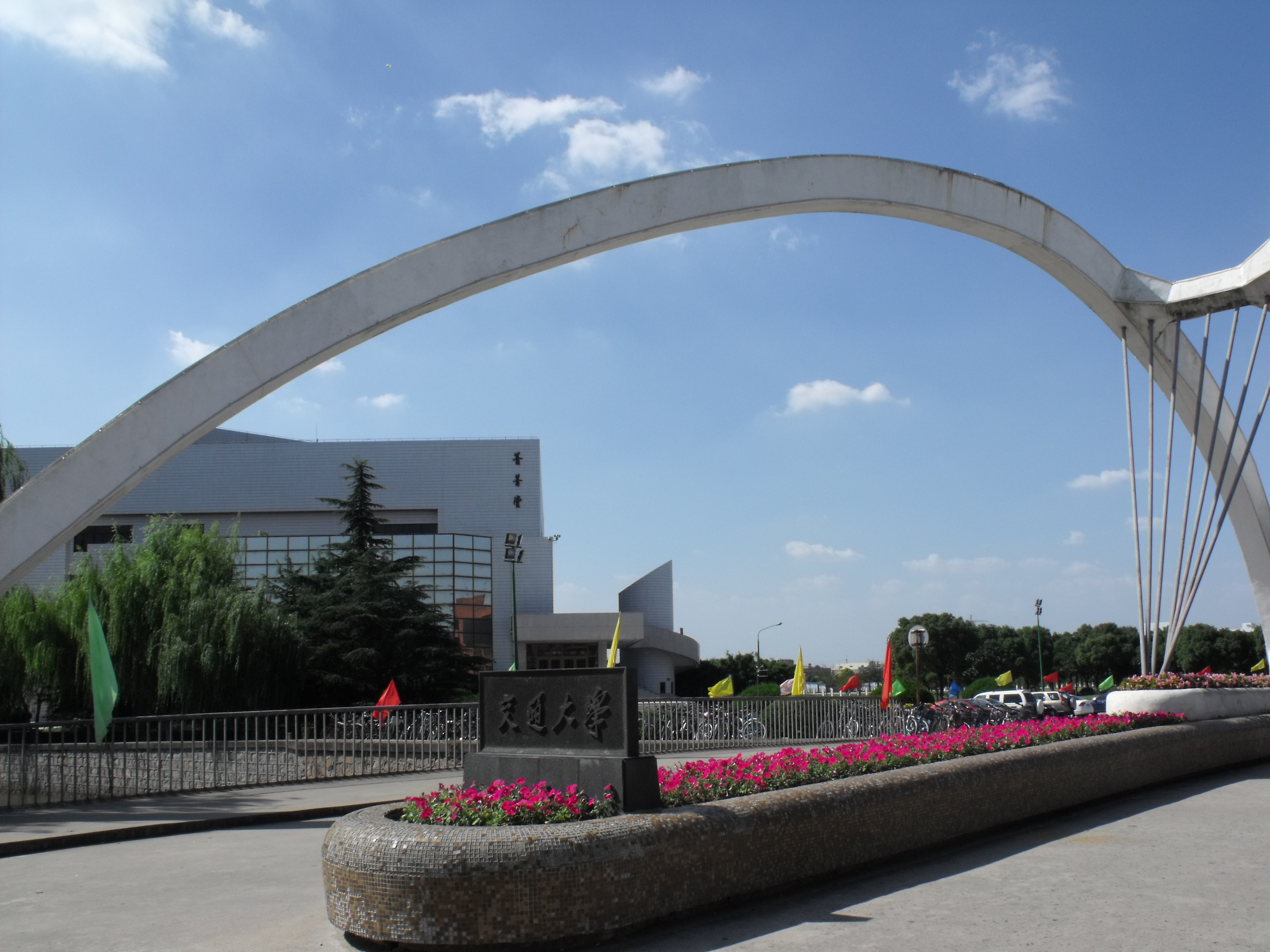
思源门及菁菁堂
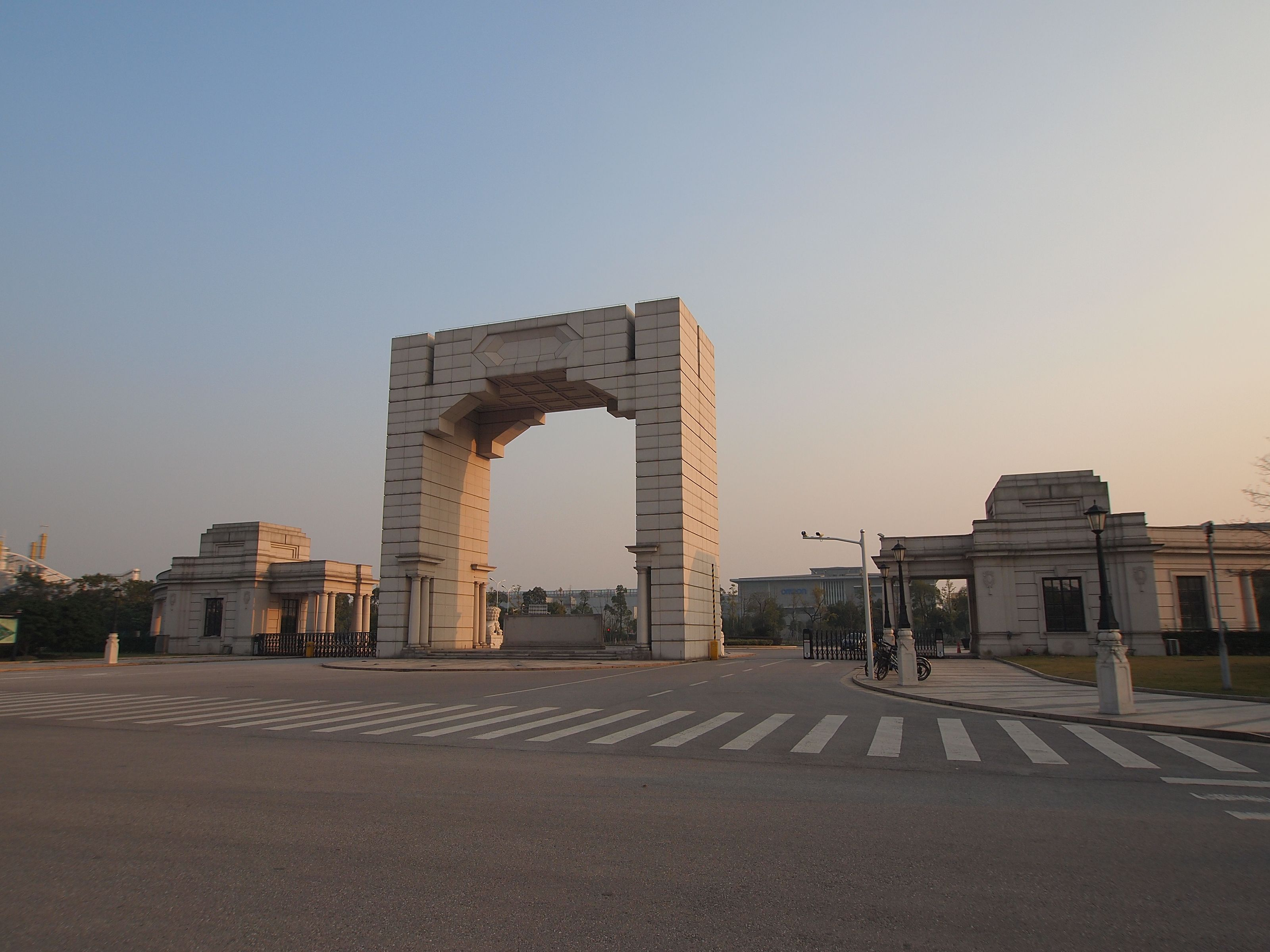
南大门
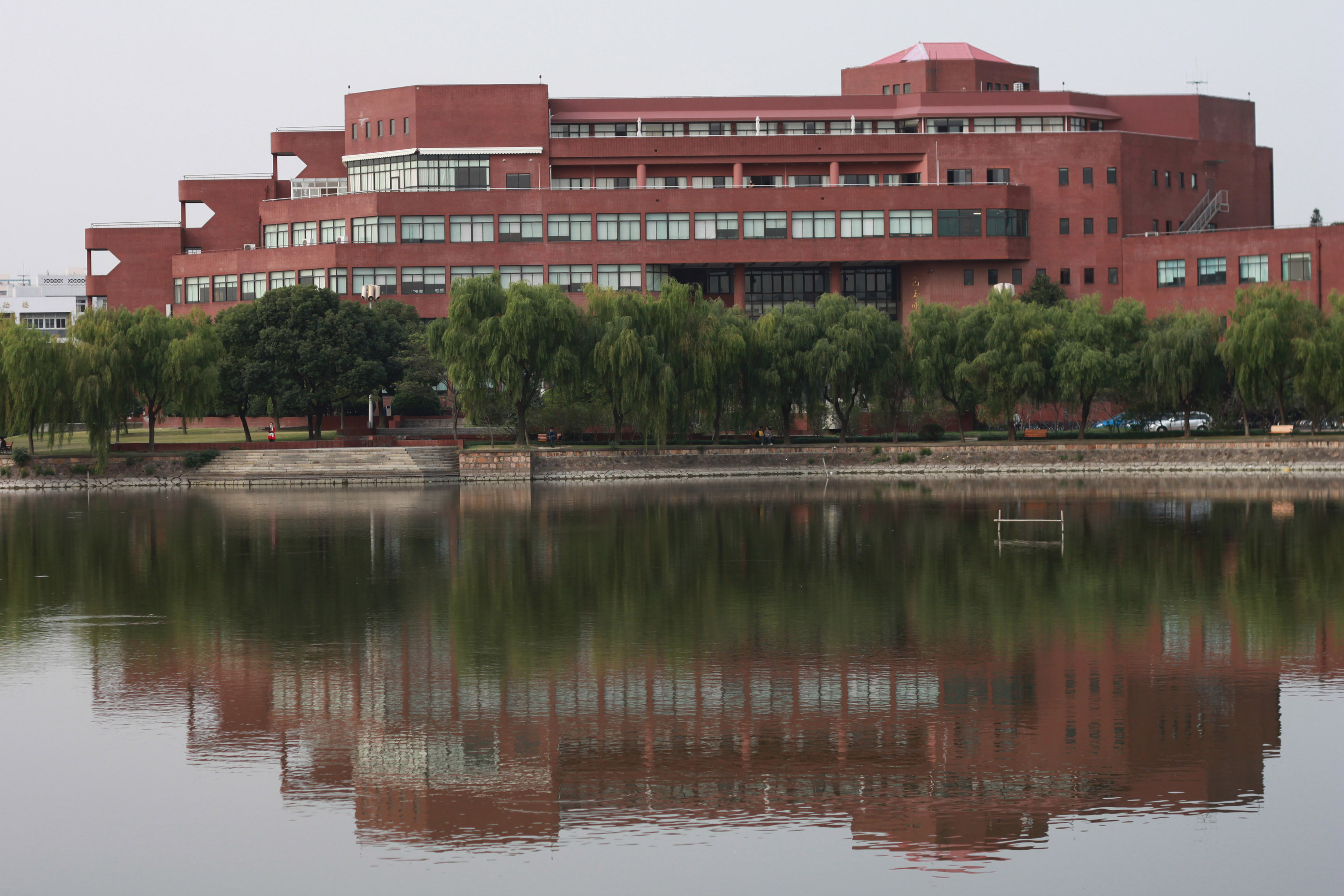
包玉刚图书馆
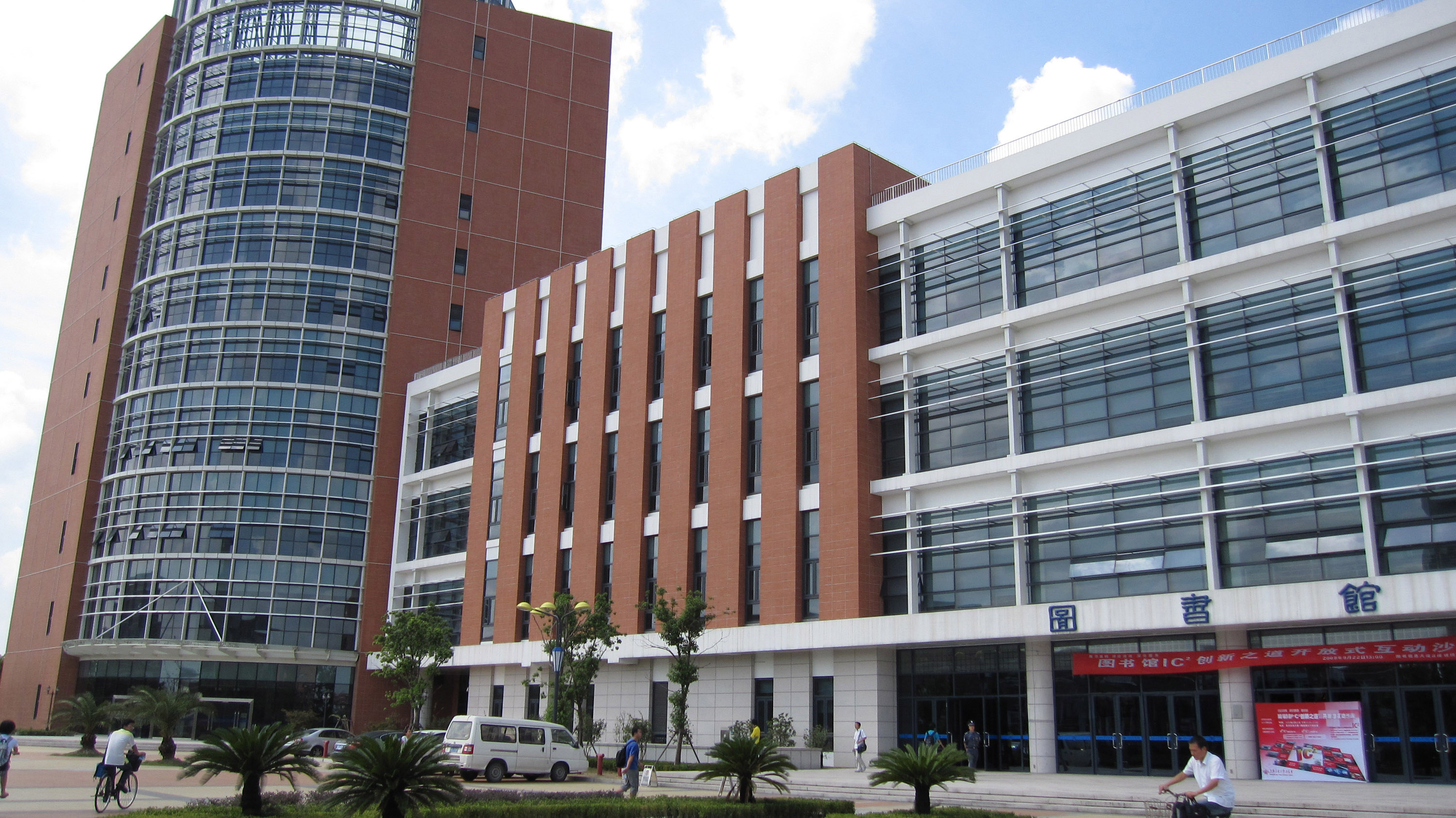
新图书馆
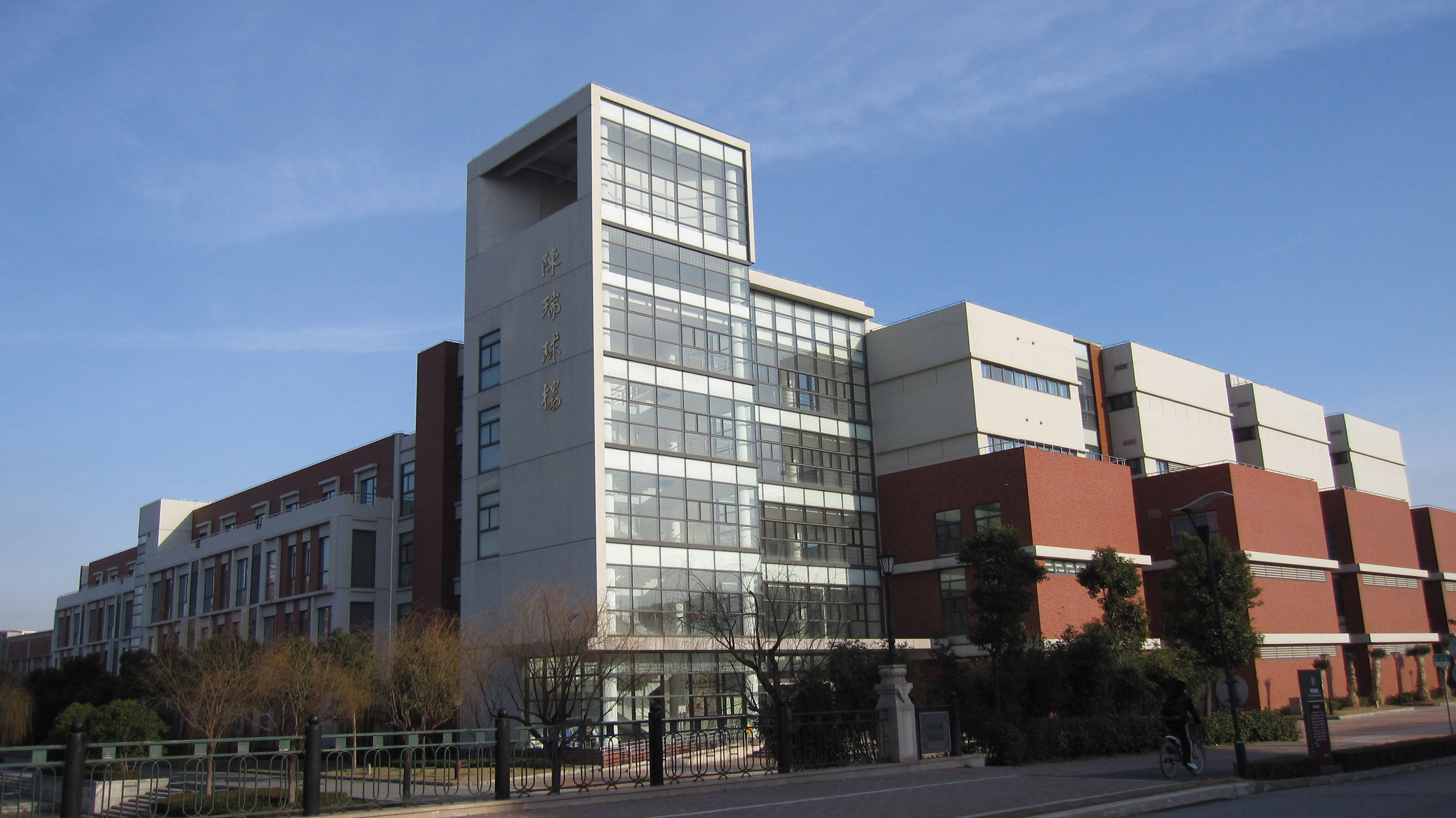
陈瑞球楼
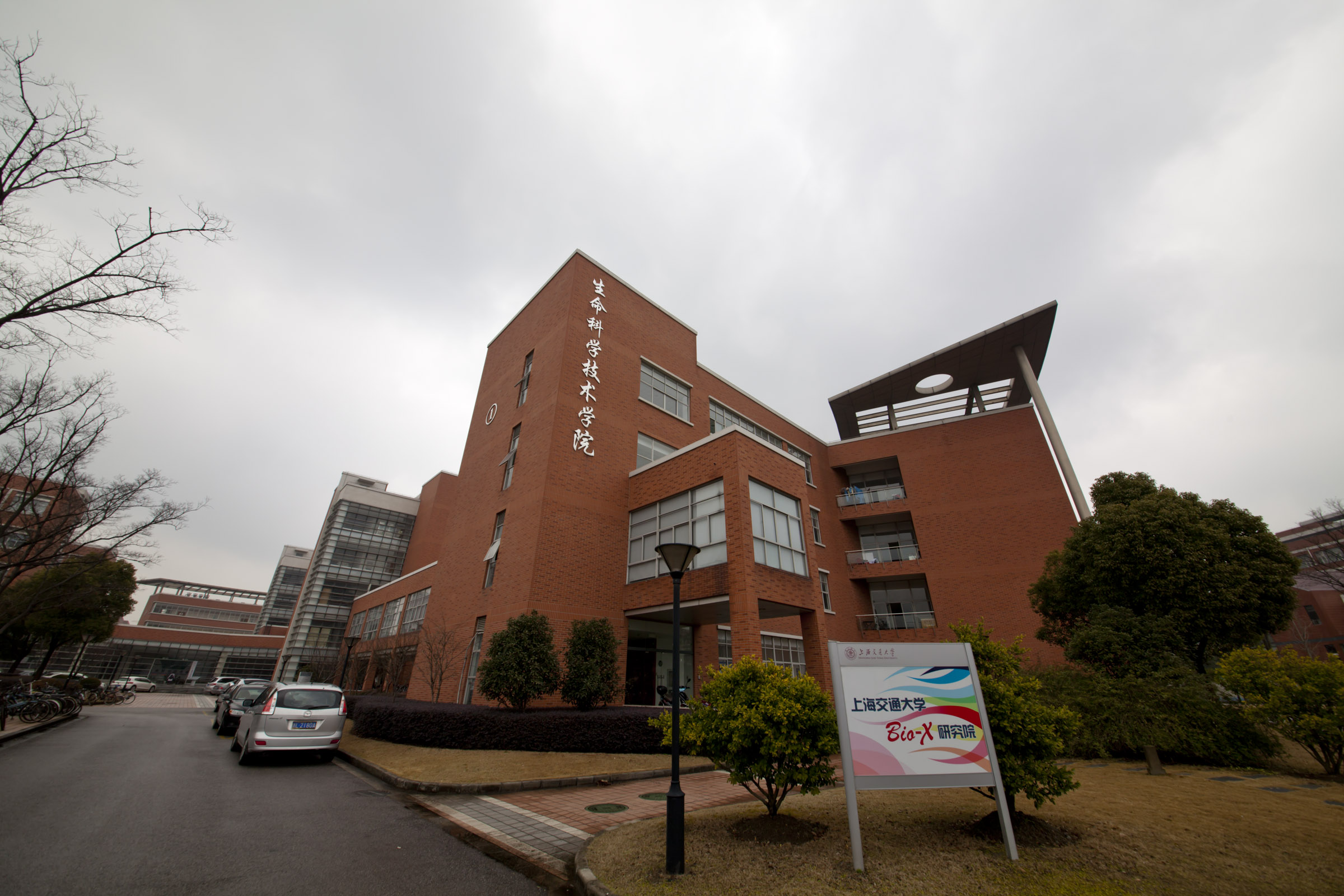
生命科学技术学院

### 徐汇校区

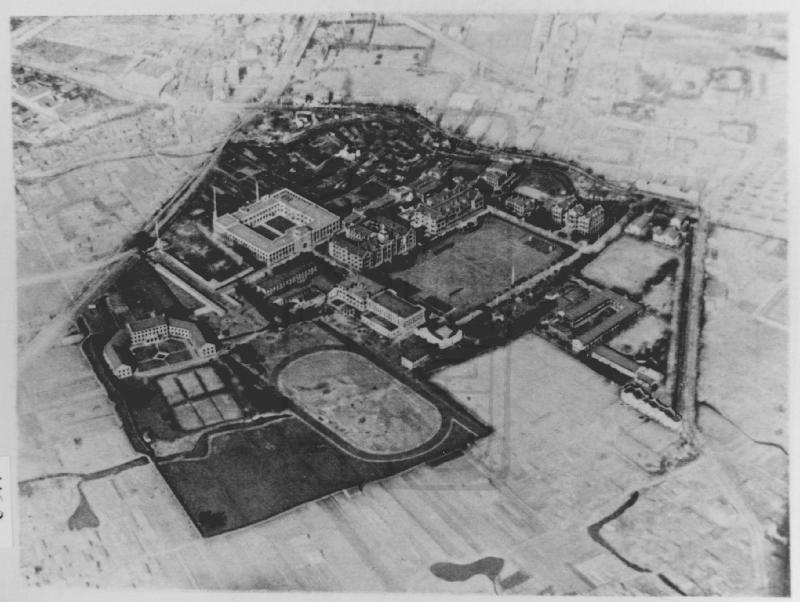
1940年代的交通大学校园鸟瞰

上海交通大学徐汇校区位于上海市徐汇区华山路1954号，占地面积为355亩。该校区是上海交大整体搬迁至闵行校区前的主校区，也是承载老交大历史的校区，1896年南洋公学始建于此。
初建时的校区四面环河，位于现今校区的东部，徐汇校区的多数历史建筑亦分布于此。现今东侧草坪原为露天体育场，建筑环绕四周分布，建于1899年的中院位于草坪北侧，是徐汇校区现存最早的教学楼。后经多次购地扩建，逐步形成今日淮海西路、华山路、广元西路、番禺路间的校区格局。其中，南洋公学时期建筑及交通大学工程馆、新上院分别位列第二、四批上海市优秀历史建筑。
该校区共有5个校门，校区西侧为宿舍区，南洋公学初建时学生居住于上院，后在校区西侧修筑有执信西斋作为宿舍使用。
目前上海交通大学安泰经济与管理学院、国际与公共事务学院、凯原法学院、高级金融学院设在此校区。
| 上海交通大学徐汇校区地图 |
| --- |
| 执信西斋 老校门 包兆龙图书馆 中院 新中院 工程馆 大礼堂 总办公厅 体育馆 科学馆 老图书馆 新上院 浩然科技大厦 教师活动中心 饮水思源 马可尼铜柱 史、穆烈士纪念碑 五卅纪念碑 杨大雄烈士纪念碑 日晷 界碑和石碾 百年校庆里程碑 钱学森图书馆 高级金融学院 凯原法学院 10、11号线交通大学站 |

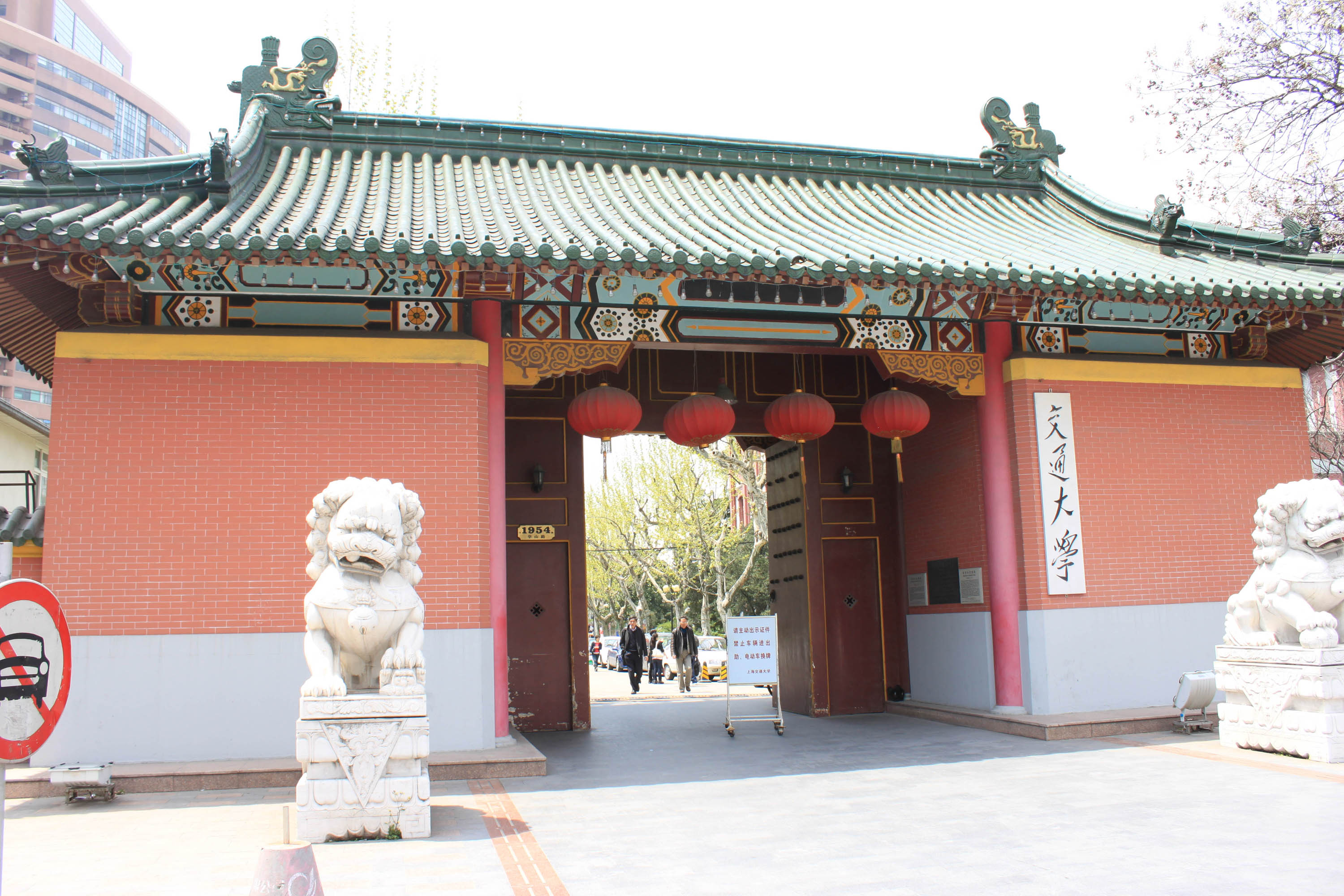
交通大学老校门
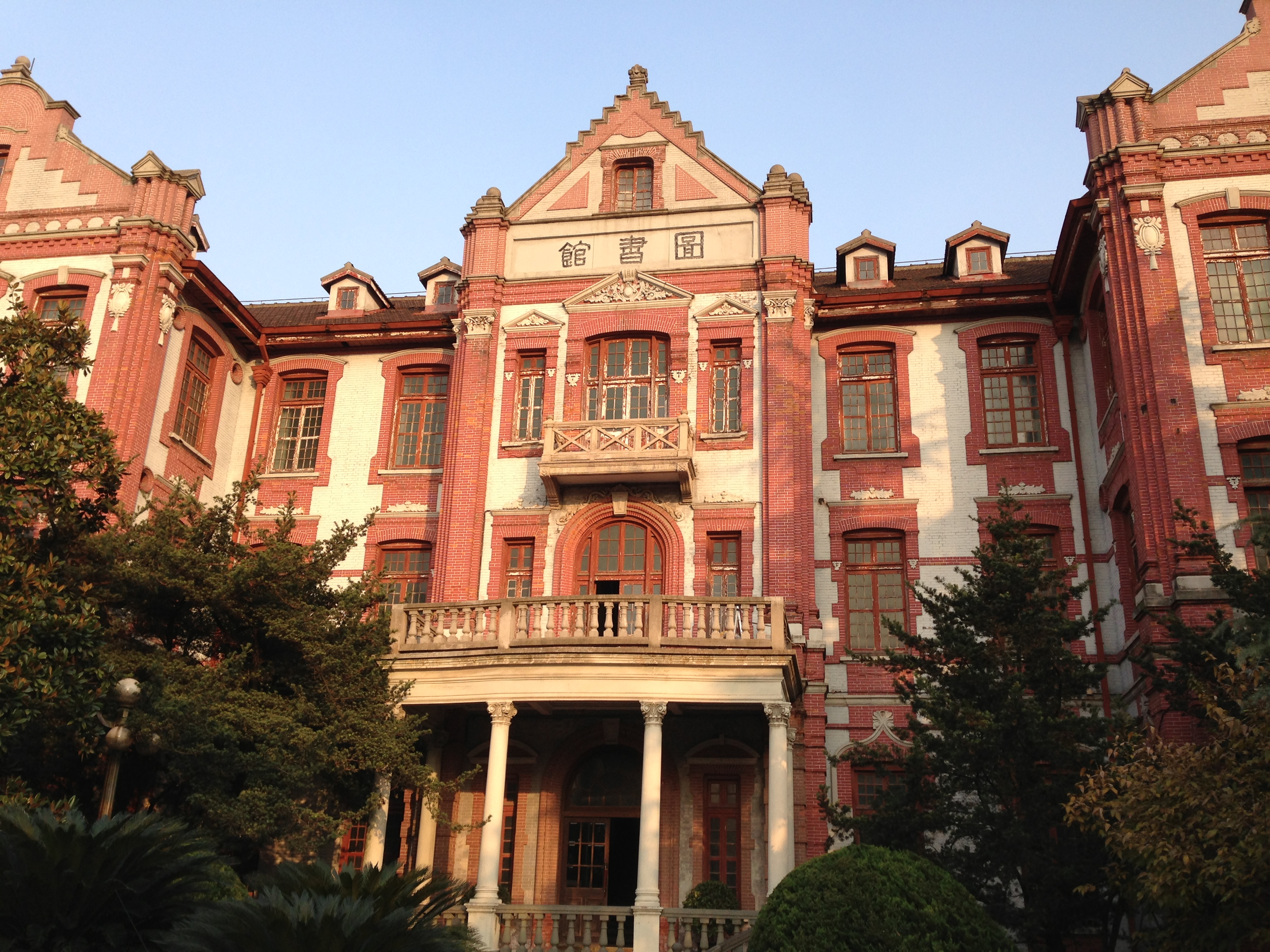
交通大学老图书馆
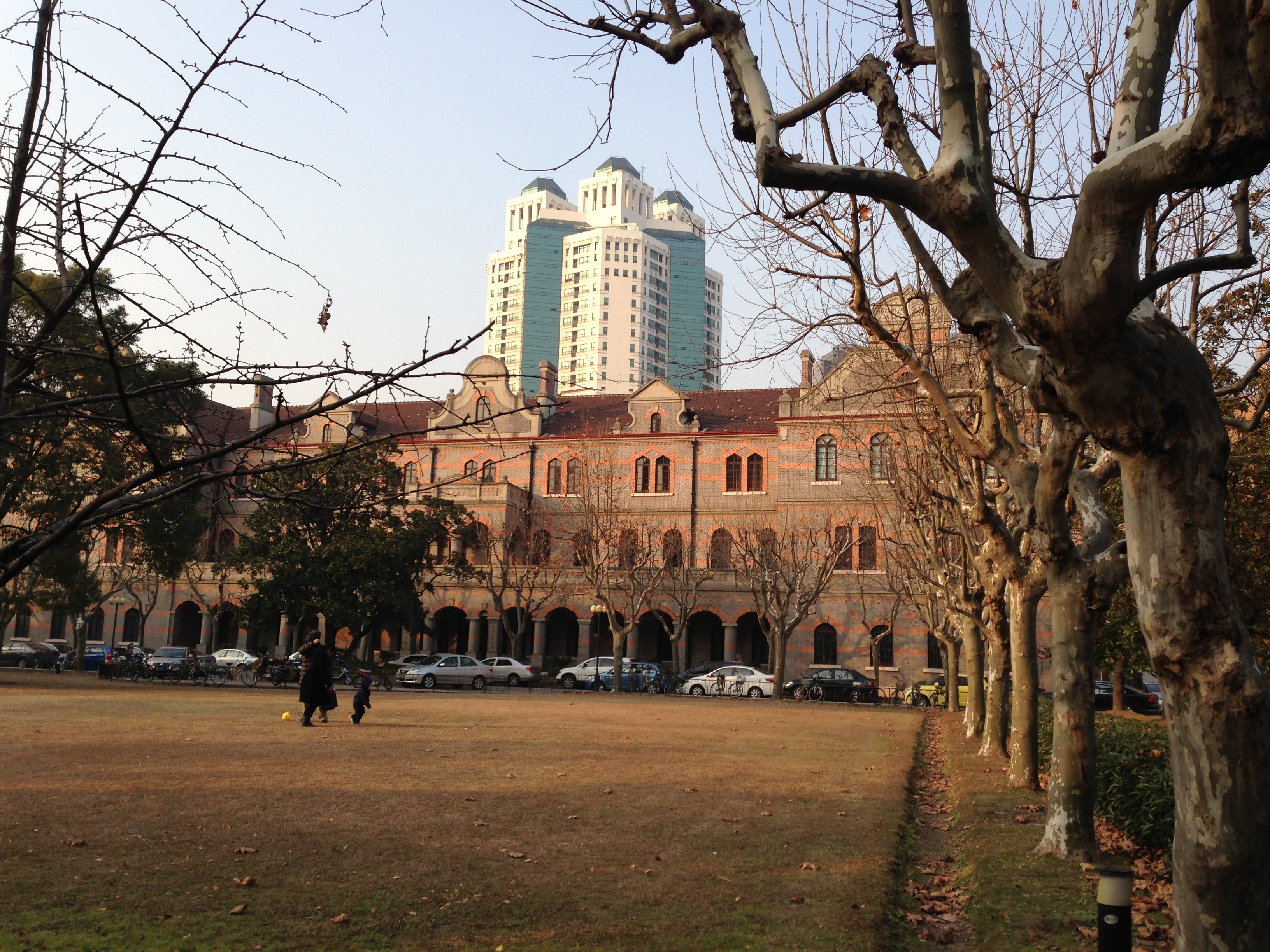
中院
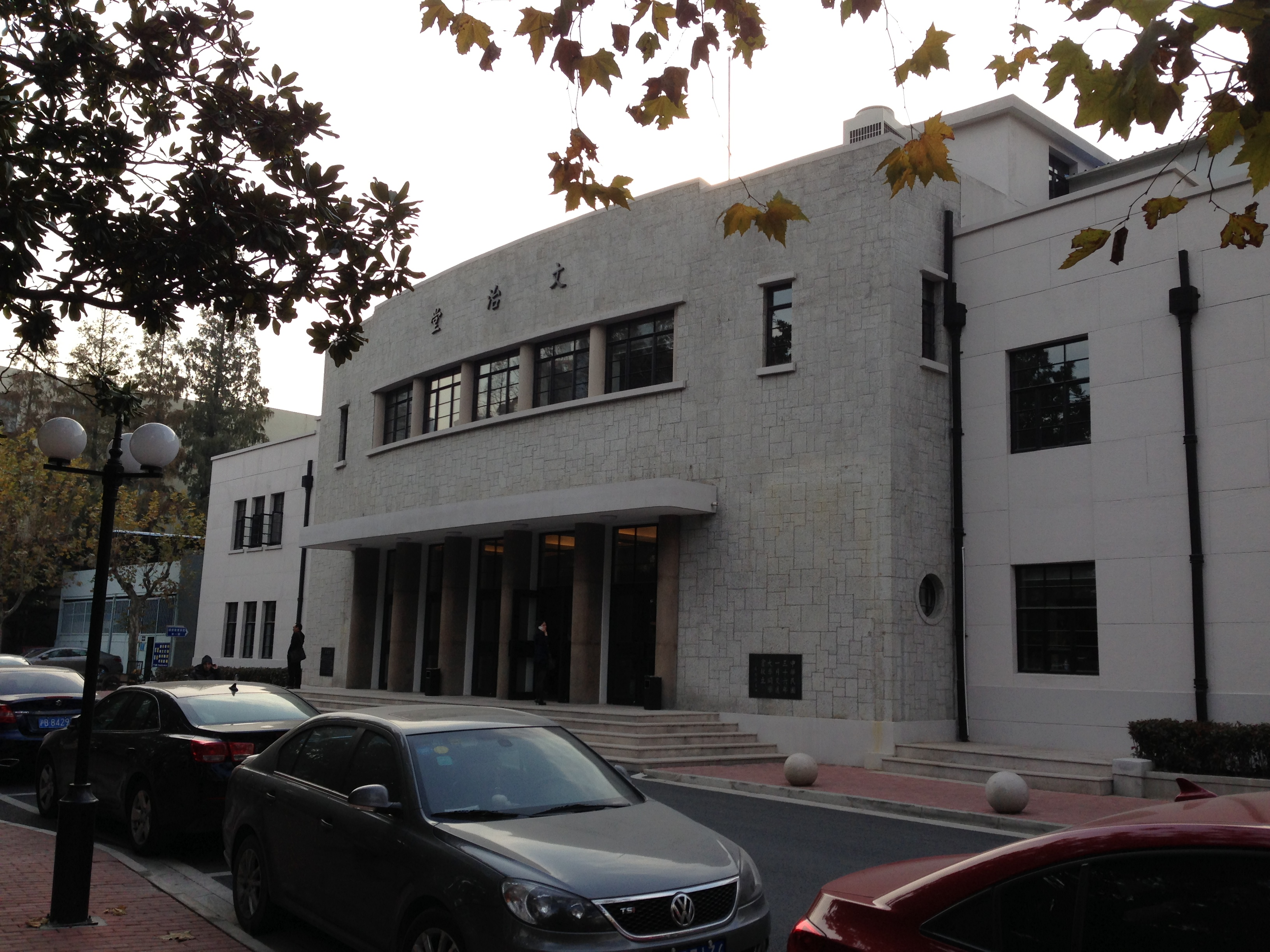
文治堂
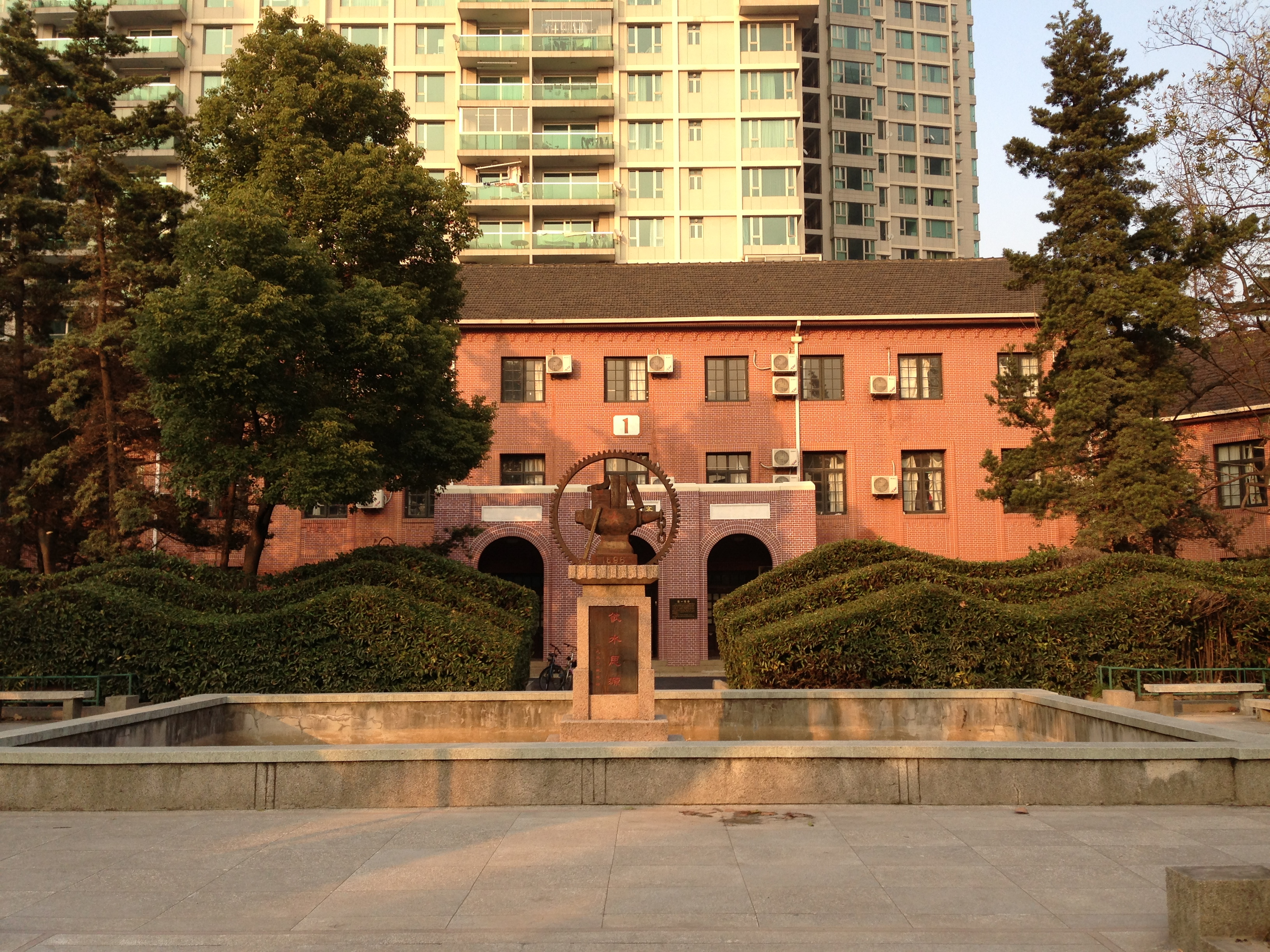
执信西斋

## 现状
上海交通大学是中华人民共和国教育部直属，名列于211工程、985工程的高等院校，以及一流大学建设高校和一流学科建设高校。是中国大陆最出色的高等学府之一。现任校长是丁奎岭院士。

### 排名聲譽
- 上海交通大学是中国历史最为悠久的学府之一，是“九校联盟”（C9）成员和华东五校之一。在上海，上海交通大学与复旦大学、同济大学、华东师范大学并称沪上“四大名校”。[23][24][25][26]
- 上海交通大學在多個國內及國際的大學排名裡，均獲列為中國內地前5位。
- 上海交通大学受到各地学生的推崇，生源质量全国位居前列。[27]
- 由上海交通大学所發表的世界大学学术排名有廣大的影響力。現時上海交大學術排名与泰晤士高等教育世界大學排名及QS世界大学排名共同被认为是世界三大最具影响力的全球性大学排名。[28][29][30]

### 院系专业
南洋公学初创时，设有师范院、外院、中院、东文学堂、铁路班、附属小学、特班、政治班、商务班等院所。
1928年至1937年国民政府铁道部管理期间，设有数学、物理、化学；电机、土木、机械；交通管理等三类系科。1937年国民政府教育部接管后，设立理、工、管三大学院。1942-1943迁校重庆期间，在工学院增设航空、造船、通信等系科，在管理学院运输、财务、工业管理等系科。至1946年，交通大学全校共设三个学院：理学院（设有数、理、化专业）；工学院（设有土木、机械、电机、航空、造船、水利、化学工程、纺织、工业管理专业）和管理学院（运输管理、财务管理、航业管理、轮机管理、电信管理），并设置有电信研究所。

### 国际合作
目前上海交通大学和以下国际及港澳台地区高校签订交换合作项目协议：
- 比利时：荷语天主教鲁汶大学
- 香港：香港大学、香港中文大学、香港科技大学、香港理工大学、香港城市大学、香港浸會大學
- 臺灣：国立台湾大学、国立台湾科技大学、国立清华大学、国立陽明交通大学、国立成功大学
- 荷蘭：代尔夫特理工大学
- 法國：巴黎综合理工联盟（IP Paris）、巴黎高科集团（ParisTech）、法国国立应用科学学院集团（INSA），巴黎、南特、里尔、里昂、马赛5所中央理工大学，法国高等矿业教育集团下属7所大学
- 德国：慕尼黑工业大学、亚琛工业大学、康斯坦茨大学、卡尔斯鲁厄大学、柏林工业大学、马格德堡大学等
- 義大利：米兰理工大学、博科尼大学
- 英国：帝国理工大学、诺丁汉大学等
- 日本：东京大学、早稻田大学、京都工艺纤维大学、立命館大学
- 新加坡：新加坡国立大学、南洋理工大学
- 加拿大：麦马士达大学等四所大学
- ：昆士兰大学、昆士兰科技大学、悉尼大学
- 美国：哈佛大学、约翰·霍普金斯大学、密歇根大学、加州理工州立大学、卡内基·梅隆大学、乔治亚理工学院、普度大学、俄亥俄州立大学、新墨西哥大学、德克萨斯大学奥斯汀分校、加州大学洛杉矶分校、宾夕法尼亚大学、麻省理工学院、康奈尔大学、哥伦比亚大学、纽约大学、辛辛那提大学、伊利诺大学香槟分校、加州大学伯克利分校

### 附属医院
瑞金医院、仁济医院、新华医院、上海市第一人民医院、上海市第六人民医院、上海市第九人民医院、儿童医学中心、儿童医院、上海市胸科医院、上海医学遗传研究所、上海肿瘤研究所、国际和平妇幼保健院、上海市精神卫生中心。

### 附属学校
上海交通大学附属中学、上海交通大学附属第二中学、上海交通大学附属小学（原子弟小学）、上海交通大学附属实验小学、上海交通大学幼儿园、上海交通大学闵行幼儿园、上海交通大学附属闵行马桥实验学校、上海交通大学附属黄浦实验中学、上海交通大学附属黄浦实验小学

## 知名校友

### 南洋公学至合校前毕业知名校友
| | |
| - 蔡锷：1898年考入南洋公学，中国政治家、军事家。 - 蔡元培：1901年任南洋公学特班总教习，近代革命家、教育家、政治家。 - 黄炎培：1901年入讀南洋公学，中華人民共和國教育家，实业家，政治家，中國民主同盟主要發起人之一。 - 李叔同：1901年就读于南洋公学，現代中國著名艺术家、艺术教育家。以弘一法師名世。律宗第十一代祖師。 - 邵力子：1901年就读于南洋公学特班，中国共产党发起人之一。 - 凌鸿勋：1910年考入郵傳部上海高等實業學堂，鐵道工程學家。 - 邹韬奋：1912年就读于交通部上海工业专门学校，中國記者、出版家。 - 茅以升：1916年毕业于唐山工业专门学校，结构工程師，桥梁工程专家。 - Kuo-Chen Chou 周国城：生物物理学家专家。 | - 侯绍裘：1918年考入南洋公学，“五卅”运动领导人之一。 - 陆定一：1922年入南洋大学电机工程科学习，中国共产党重要作家和文化人物。 - 朱物华：1923年毕业于交通大学电机系，无线电电子学家、水声工程专家。 - 陈一白：1925年入交通部南洋大学电机工程科，国民政府航空委员会首任防空总台长，空军少将。抗日战争淞沪会战指挥中日首次空战获八一四空军大捷。 - 林同棪：1926年進入国立交通大學唐山工學院，结构工程師。 - 黄万里：1927年进入唐山交通大学，中国水利、水文学专家，清华大学水利系教授。 |

### 交通大学西迁前毕业知名校友
| | |
| - 汪道涵：1932年考入国立交通大学物理系，前上海市市長、前海協會會長。 - 张维：1933年毕业于唐山交通大学，力学家、教育家、两院院士。 - 张光斗：1934年毕业于国立交通大学土木工程学院，水利水电专家，中国科学院、中国工程院院士。 - 钱学森：1934年毕业于国立交通大学，中国空气动力学家，中国科学院、中国工程院院士，中国两弹一星功勋奖章获得者之一，被誉为“中国航天之父”。 - 张仲俊：1934年毕业于国立交通大学电机系，自动控制理论专家，中国科学院院士。 - 严忠铎：1934年入国立交通大学电机系，哈佛大学硕士、俄亥俄州立大学助教、唐山工学院电信系教授、哈尔滨铁道学院教授、北京铁道学院教授电机系主任 - 王安：1936年考入国立交通大学电机系，计算机专家，王安电脑的创办人。 - 吴文俊：1940年毕业于交通大学数学系，数学家。 - 杨嘉墀：1941年毕业于国立交通大学电机系电信专业，中国航天科技专家和自动控制专家、自动检测学的奠基者。 | - 徐光宪：1944年毕业于国立交通大学化学系，物理化学家，无机化学家，教育家。 - 何祚庥：1945年考入国立交通大学化学系，中国科学院院士，物理学家。 - 卢燕：1945年考入交通大學工商管理專業，旅美華裔影人。 - 江泽民：1947年毕业于国立交通大学电机系，中共第三代領導核心，前中共中央總書記、中華人民共和國主席、中央軍委主席。 - 汪耕：1949年毕业于交通大学电机系，中国科学院院士。 - 吴有训：1949年任国立交通大学校务委员会主任委员，物理学家、教育家，中国近代物理学先驱。 - 黄旭华：1949年毕业国立于交通大学，核潜艇研究设计专家。 - 赵锡成：1949年毕业于交通大学航海专业，美国福茂集团董事长。 - 茅于轼：1950年毕业于交通大学，经济学家。 - 屠基达：1951年毕业于交通大学，飞机设计专家，被称为“歼7之父”。 - 丁关根：1951年毕业于交通大学运输管理系，原中共中央政治局委员、中央书记处书记、中央宣传部部长，高级工程师。 |

### 交通大学西迁（1959）后毕业知名校友
著名学者：
| | |
| - 潘健生：1959年毕业于冶金系，中国著名材料热处理专家，中国工程院院士 - 刘友梅：1961年毕业于电力机车专业，中国电力机车的开拓者，中国工程院院士 - 曾恒一：1961年毕业于海洋石油工程专业，海洋石油工程专家，中国工程院院士 - 王礼恒：1962年毕业于上海交通大学，原中国航天科技集团总经理，航天部副部长，中国工程院院士 - 闻雪友：1962年毕业于涡轮机专业，中国舰船燃气轮机的著名专家，中国工程院院士 - 陈亚珠：1962年毕业于电机系，高电压技术与生物医学工程专家，中国工程院院士 - 强伯勤：1962年毕业于上海交大医学院（原上海第二医科大学），分子生物学家，中国科学院院士 - 龙乐豪：1963年毕业于自动控制专业，长征3A运载火箭总设计师，中国运载火箭研究院型号总指挥，中国工程院院士 - 赵连城：1963年毕业于冶金系，材料物理与信息功能材料专家，中国工程院院士 - 谢绳武：1966年本科毕业于工程物理系核反应堆专业，1981年硕士毕业于物理系光学专业，教授，博士生导师，曾任物理系主任、研究生院院长、上海交通大学校长、中欧工商管理学院董事长、上海市政协常委 - 许晓鸣：1987年毕业于自动控制理论及应用专业，教授，博士生导师，曾任上海交通大学副校长、交大昂立股份有限公司董事长、上海交大南洋股份有限公司董事长等，现任上海系统科学研究院院长，上海理工大学校长 - 陈赛娟：1975年毕业于医学院（原上海第二医科大学），血液细胞和分子遗传学专家，中国工程院院士 - 丁文江：1978年本科毕业于铸造专业，1981年在材料科学与工程系获硕士学位，著名材料专家，国家973首席科学家，上海市科委副主任，中国工程院院士 - 梅宏：1989年博士毕业于上海交大计算机专业，现任中国军事科学院副院长,中国科学院院士，中国计算机学会理事长。 - 徐青: 1982年毕业于上海交大机械工程系,中船重工701研究所副所长, 055型导弹驱逐舰总设计师,中国工程院院士。 - 丁洪：1990年本科毕业于上海交大物理系，曾任美国波士顿学院物理系正教授，中科院物理研究所北京凝聚态国家实验室首席科学家 | - 陈竺：1981年毕业于医学院（原上海第二医科大学），分子生物学家，中国科学院副院长，院士，曾任全国人大常委会副委员长、中国衛生部部长、 - 倪军：1982年毕业：密西根大学教授，吴贤铭先进制造技术中心主任。1994年获"美国杰出青年教师总统奖"，长江学者 - 林忠钦：1982年本科毕业于船舶工程系，1989年获博士学位，著名机械工程专家，长江学者，973首席科学家，上海交大校长，中国工程院院士 - 顾敏：1982年本科毕业于物理系，现任澳大利亚斯威本大学光电子学首席终身教授，2006年，2007年分别当选澳大利亚工程院，科学院院士，成为澳大利亚首位华裔两院院士。 - 张文军：1984年本科毕业于信号处理专业，1989年获博士学位，国家高清晰度电视总体组组长，长江学者，上海交大副校长 - 赵锋：1986年毕业，1992年在美国麻省理工学院获得博士学位，曾任美国俄亥俄州立大学副教授，2006年成为ACM杰出工程师，现任微软研究院网络嵌入式计算研究组首席研究员 - 郑明光：上海交通大学核科学与工程专业博士研究生，中国著名核电专家，上海核工程研究设计院院长 - 叶军：1989年本科毕业于上海交大物理系，现任美国国家标准与技术研究院和科罗拉多大学共同所属的美国天体物理联合实验室研究员，美国国家科学院院士（member，NAS）。 - 潘军：1990年本科毕业于上海交大物理学系，曾任美国麻省理工学院斯隆管理学院特聘教授（Distinguished Professor of Finance），现任上海交通大学教授。 - 杨广中：1982年考取上海交大自动化系，1986年考取上海交大图像处理与模式识别研究所硕士研究生，1987年赴英国帝国理工学院留学。2010年当选英国皇家工程院院士 - 朱诗尧：1986年博士毕业于上海交大物理学系，北京计算科学研究中心教授，中国科学院院士。 - 毛军发：1992年在上海交通大学获博士学位，上海交通大学教授，中国科学院院士。 - 陈卫：1986年在上海交大机械工程系获得学士学位，美国西北大学教授，美国国家工程院院士。 - 黄震：1982年和1988年在上海交大动力机械工程系获得学士和博士学位,上海交大副校长,民革中央副主席，中国工程院院士。 |

青年企业家：
| | |
| - 沈南鹏: 1989年毕业于数学系，红杉资本(中国)，携程，如家创始人 - 薛村禾：1982年电机系毕业，UT斯达康公司创始人，软银中国总裁 - 茅道林：1985年本科毕业于计算机系，1987年留学美国，后获斯坦福大学工程经济系统硕士，曾任新浪CEO，妻子胡海清是前任中共中央总书记和中华人民共和国主席胡锦涛之女 - 李晓忠：1985年毕业于上海交大电子工程系，夏新电子股份有限公司总裁 - 杨元庆：1986年本科毕业于计算机系，联想集团董事会主席，董事长 - 张欣：1986年毕业于上海交通大学机械工程，南京依维柯汽车有限公司总经理 - 傅帆上海交通大学硕士，上海国际信托公司董事长、总经理 - 沈锦华：1987年获上海交通大学工学学士学位，焦点科技创始人及现任董事长 - 朱立南：1987年于上海交通大学获电子工程工学硕士学位，联想投资董事总经理及总裁 - 朱骏：第九城市董事长 - 关国光：1988先生毕业于上海交通大学船舶及海洋工程系，快钱创始人，公司首席执行官 | - 季琦：1985年-1992年在力学系和机械工程系就读，携程网创始人 - 赵建军：1992年毕业于计算机专业，TP-link创始人 - 茅忠群：1991获电力系统自动化学士学位，1994年获电子电力技术专业硕士学位，方太集团创始人 - 董增平：1991年毕业于高电压专业，上海思源电气股份有限公司董事长兼任总经理 - 解云航：1991年毕业于上海交通大学，神州数码网络公司总经理 - 李立钧：毕业于上海交通大学，浩方对战平台创始人，上海起凡数字技术有限公司董事长 - 洪以容：上海交通大学计算机系毕业，“网络蚂蚁”创始人，安思网络总经理 - 沈军：1993毕业于塑性成型专业，东方财富网创始人及现任董事长 - 徐龙江：1993年于上海交大汽车工程系毕业，丁丁网创始人 - 谭海音：1994年工业外贸专业毕业，易趣共同创始人 - 王建硕：1999年毕业于上海交通大学自动化系，百姓网创始人及首席执行官 - 张旭豪: 硕士毕业于上海交大，饿了么创始人 - 蔡浩宇：硕士毕业于计算机科学专业，米哈游三位企业创始人之一，曾任米哈游CEO。 - 刘伟：毕业于计算机科学专业，米哈游三位企业创始人之一，兼米哈游总裁、上海市人大代表、上海市总商会兼任副会长。 - 罗宇皓：毕业于电子信息和电子工程学院，米哈游三位企业创始人之一，兼任米哈游副总裁。 |

杰出企业家：
| | |
| - 胡茂元：1983年毕业于上海交通大学机电分校，上汽集团董事长 - 陈小津：1968年毕业于船舶设计与制造专业，中国船舶工业集团总经理 - 康日新：1978年毕业于核反应堆工程专业，中国核工业集团总经理 - 姜建清：管理学院硕士，博士（1997毕业），中国工商银行行长 - 陈金海：1969年毕业于上海交通大学，江南造船(集团)有限责任公司董事长、党委书记 - 顾宝龙：1970年上海交通大学毕业，沪东中华造船（集团）有限公司董事长、党委书记 - 杨国平：毕业于上海交通大学，交大昂立董事长，大众交通(集团)股份有限公司董事长、总经理 | - 张善明：上海交大硕士研究生，中国广东核电集团集团公司总经理 - 邱建刚：毕业于上海交通大学核动力工程专业，中国核工业集团公司副总经理 - 何小剑：1982年上海交大核动力工程专业毕业，秦山核电有限公司总经理 - 王世帧：毕业于上海交大，招商银行创始人，首任董事长 - 陆益民：1985年毕业于上海交通大学计算机科学技术专业，中国联通总经理 - 顾军：1983年毕业于上海交通大学核动力工程专业，国家核电技术公司总经理 - 钱智民：上海交通大学核动力工程硕士研究生，原中国广东核电集团有限公司董事长、党组书记，现国家电力投资集团有限公司董事长 |

政界：
| | |
| - 李栋恒：1968年造船动力系毕业，总装备部副政委，陆军中将，中共第十六届中央委员 - 陈明义：1962年造船系本科毕业，1966年船舶流体力学专业研究生毕业，原福建省委书记，福建省政协主席 - 叶连松：1960年造船动力机械系本科毕业，后留校任教，原河北省省长 - 陈伟根：1978年毕业于船舶制造系，吉林省副省长、党组成员 - 奚国华：1999年管理学院毕业，工业和信息化部副部长，党组副书记 - 王祖继：工业管理工程专业本科毕业，吉林省副省长、党组成员，省发展和改革委员会主任 - 万学远：1964年毕业船舶动力系，后留校工作，原浙江省省长，国家人事部副部长（部长级），国家外国专家局局长 - 吴忠泽：1968年毕业于无线电系，科技部副部长，科技部纪检组长 - 王金祥：1969年毕业于机械系，新疆维吾尔自治区区委副书记，副主席，国家发展和改革委员会副主任，全国政协常委 - 张广钦：1962年毕业于上海交通大学，国防科工委副主任 - 滕一龙：1983年工业管理工程系毕业，上海市高级人民法院党组书记，院长 - 张圣坤：1964年船舶制造系毕业，教授，博士生导师，原副校长、上海市人大副主任，民盟中央副主席，全国政协常委 - 严隽琪：1967年机械工程系本科毕业，1981年硕士毕业，教授，博士生导师，原机械学院院长，民进中央主席，全国人大常委会副委员长 | - 姜斯宪：1982年机械工程系本科毕业，1985年硕士毕业，原海南省副省长，前上海交通大学党委书记 - 朱晓明：上海交大工学博士，教授，博士生导师，原上海市人大副主任，中欧国际工商学院院长，上海市政协副主席 - 蔡威：1983年、1989年、1994年获医学院儿科系学士学位、硕士学位、博士学位，教授，博士生导师，副校长，中国农工民主党上海市委主任委员，上海市政协副主席，全国政协常委 - 沈晓明：1991年获医学院儿科系博士学位，教授，博士生导师，原医学院院长、副校长，现任湖南省委书记 - 诸葛宇杰：交大安泰毕业，现任湖北省委副书记 - 谢丽娟：1961年医学院毕业，原九三学社上海市委主委、上海市副市长、上海市政协副主席、全国政协常委，全国妇联副主席，九三学社中央副主席 - 陈敏章：1955年医学院医疗系毕业，原卫生部部长、中国红十字会总会会长、中华医学会会长、中国科协副主席，中共第十三届中央委员会候补委员、第十四届中央委员会委员 - 凌文：1984年于上海交通大学获得理学学士学位，中国工程院院士，曾任中国能源集团总经理，现任山东省政府副省长。 - 潘敏：1991年毕业于材料科学系，1999年获管理学硕士学位，副教授职称，博士研究生。曾任上海交通大学党委办公室副主任，上海交通大学党委办公室主任，上海交通大学管理学院党委书记、副院长，上海交通大学党委副书记。现任上海市委宣传部副部长。 - 何雄：1990年毕业于工程力学系，现任郑州市委副书记、市长。 |

## 历任领导

### 校长

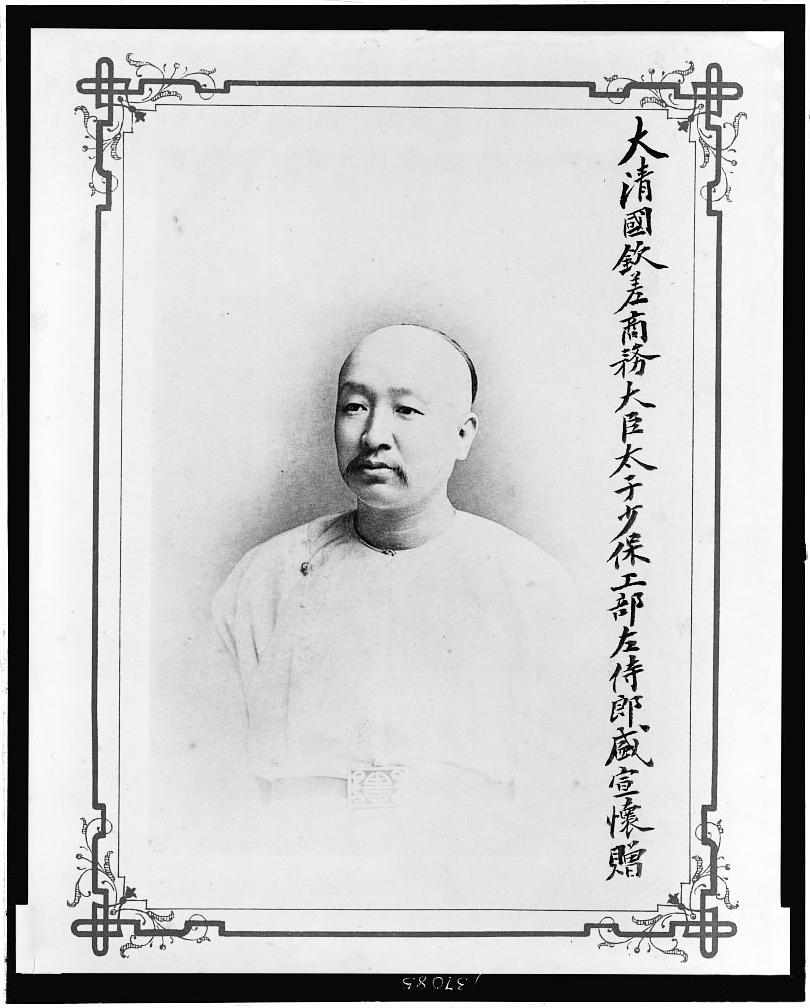
盛宣怀，南洋公学创始人，1896-1905年任校长

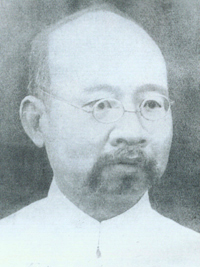
唐文治，1907-1920年任校长

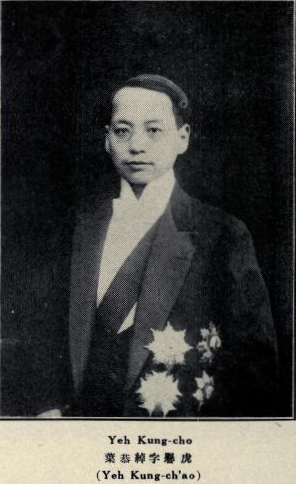
叶恭绰，1921年任校长

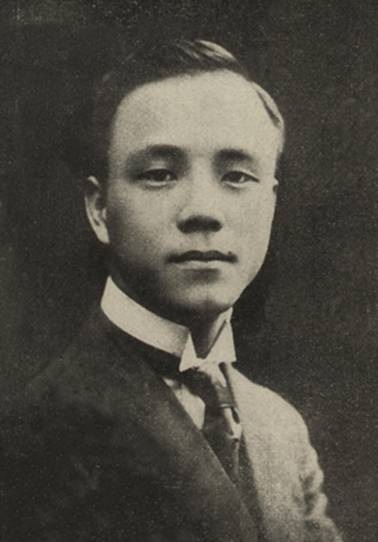
凌鸿勋，1920及1924-1927年任校长

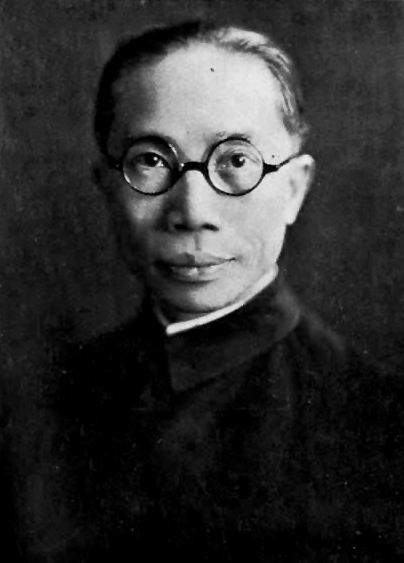
黎照寰，1930-1944年任校长

| 职务                   | 姓名   | 任期                          |
| ---------------------- | ------ | ----------------------------- |
| 南洋公学               |        |                               |
| 督辦                   | 盛宣懷 | 1896年冬-1905年春             |
| 總理                   | 何嗣琨 | 1897年春-1901年春             |
| 總理                   | 張元濟 | 1901年春-1901年夏             |
| 總理                   | 勞乃宣 | 1901年秋-1901年冬             |
| 總理                   | 沈曾植 | 1901年冬-1902年春             |
| 總理                   | 汪風藻 | 1902年春-1902年冬             |
| 總理                   | 劉樹屏 | 1902年冬-1903年夏             |
| 提調兼總理             | 張美翊 | 1903年夏-1903年冬             |
| 總理                   | 張鶴齡 | 1903年冬-1904年夏             |
| 提調兼總理             | 張美翊 | 1904年夏-1904年冬             |
| 商部高等实业学堂       |        |                               |
| 監督                   | 楊士琦 | 1905年春-1907年春             |
| 代理監督               | 王清穆 | 1905年秋-1906年春             |
| 邮传部上海高等实业学堂 |        |                               |
| 監督                   | 楊文駿 | 1907年春-1907年秋             |
| 監督                   | 唐文治 | 1907年秋-1911年冬             |
| 南洋大学堂             |        |                               |
| 校長                   | 唐文治 | 1912年春-1920年冬             |
| 交通部上海工业专门学校 |        |                               |
| 代理校長               | 淩鴻勛 | 1920年冬-1921年春             |
| 代理校長               | 張鑄   | 1921年夏                      |
| 交通大学（上海学校）   |        |                               |
| 校長                   | 葉恭綽 | 1921年夏-1922年夏             |
| 滬校主任               | 張鑄   | 1921年夏-1922年夏             |
| 滬校副主任、主任       | 張廷金 | 1921年冬-1922年秋             |
| 校長                   | 陸夢熊 | 1922年夏                      |
| 校長                   | 關賡麟 | 1922年夏-1922年秋             |
| 交通部南洋大学         |        |                               |
| 校長                   | 雷光宇 | 1922年秋(未到任)              |
| 校長                   | 盧炳田 | 1922年秋-1923年夏             |
| 校長                   | 陳杜衡 | 1923年夏-1924年冬             |
| 校長                   | 淩鴻勛 | 1924年冬-1927年夏             |
| 交通部第一交通大学     |        |                               |
| 接管委員               | 李范一 | 1927年夏                      |
| 代理校長               | 符鼎升 | 1927年秋-1928年春             |
| 校長                   | 蔡元培 | 1928年春-1928年秋             |
| 校長                   | 王伯群 | 1928年秋-1928年冬             |
| 国立交通大学           |        |                               |
| 校長                   | 孫科   | 1928年冬-1930年冬             |
| 副校長                 | 黎照寰 | 1929年夏-1930年冬             |
| 校長                   | 黎照寰 | 1930年冬-1944年秋             |
| 交通大学重庆分校       |        |                               |
| 重慶分校主任           | 徐名材 | 1940年秋-1941年秋             |
| 重慶分校主任           | 吳保豐 | 1941年秋-1942年秋             |
| 国立交通大学重庆总校   |        |                               |
| 重慶總校代理校長       | 吳保豐 | 1944年冬-1944年冬             |
| 校長                   | 吳保豐 | 1944年冬-1947年秋             |
| 国立交通大学           |        |                               |
| 校長                   | 程孝剛 | 1947年秋-1948年秋             |
| 代理校長               | 王之卓 | 1948年秋-1948年冬             |
| 校長                   | 王之卓 | 1948年冬-1949年秋             |
| 交通大学               |        |                               |
| 校委會主任委員         | 吳有訓 | 1949年秋-1952年秋             |
| 代理校長               | 李培南 | 1952年秋-1953年夏             |
| 校長                   | 彭康   | 1952年秋-1968年冬             |
| 上海交通大学           |        |                               |
| 校长                   | 谢邦治 | 1959年9月－1963年             |
| 校长                   | 刘述周 | 1963年－1978年                |
| 校长                   | 朱物华 | 1978年－1979年                |
| 校长                   | 范绪箕 | 1979年－1984年                |
| 校长                   | 翁史烈 | 1984年－1997年                |
| 校长                   | 谢绳武 | 1997年－2006年                |
| 校长                   | 张杰   | 2006年11月27日－2017年2月23日 |
| 校长                   | 林忠钦 | 2017年2月23日－2023年2月19日  |
| 校长                   | 丁奎岭 | 2023年2月19日－               |

## 大事纪略
- 2023年
  - 2月21日，原上海交通大学常务副校长丁奎岭教授任上海交通大学校长
- 2017年
  - 2月23日，原上海交通大学常务副校长林忠钦教授任上海交通大学校长。
- 2010年
  - 2月，上海交通大学獲得在中国哈尔滨举行的第34届ACM国际大学生程序设计竞赛全球总决赛冠军
  - 11月18日，上海交通大学與東森國際合作成立上海交通大學-東森兩岸四地傳播與社會發展研究中心，趙怡擔任首任主任[36][37]。
- 2009年
  - 4月19日上海交通大学上海高级金融学院成立
- 2008年
  - 5月15日上海交通大学高等教育研究院成立，下设世界一流大学研究中心、研究生教育研究中心、科学与技术政策研究中心三个机构
  - 5月12日上海交通大学中美食品安全联合研究中心成立，揭牌仪式及第一届年会隆重举行
- 2007年
  - 11月12日上海交通大学Med-X科学研究中心正式成立。
  - 8月16日上海交通大学与美国加州大学洛杉矶分校共建的孔子学院在加州大学洛杉矶分校正式成立。
  - 5月14日上海交通大学与美国普渡大学共建的孔子学院在普渡大学正式成立。
- 2006年
  - 12月10日上海交通大学法学院—纽约大学法学院中美法研究中心成立。
  - 11月27日中国科学院院士张杰任上海交通大学校长
  - 4月6日江泽民学长回交通大学闵行校区祝贺母校110周年校庆
  - 3月29日上海交通大学经济学院正式挂牌成立，与管理学院同列于安泰经济与管理学院之下。
  - 年初开始爆发汉芯事件，5月12日上海交通大学宣布将在科研上造假的微电子学院院长陈进开除。
  - 上海交通大学密西根学院成立，并开始招生。
  - 交大软件学院与SAP中国合作，在SAP商业解决方案上进行多种合作，并实行研究生联合培养。
- 2005年
  - 4月，承办第29届ACM国际大学生程序设计竞赛全球总决赛并再次夺得冠军
  - 7月18日，上海交通大学、上海第二医科大学正式合并
- 2002年
  - 3月，在美国夏威夷举行的第26届ACM国际大学生程序设计竞赛全球总决赛冠军
  - 中国首批获得本科专业自主设置权的六所高校之一
  - 6月8日，在原有人文学院法律系的基础上，成立法学院。第一任常务副院长由宪法学家童之伟担任。
  - 6月25日，医学院成立
  - 10月，在新加坡成立了中国在海外的第一个研究生院
- 2001年
  - 6月8日，上海紫竹科学园区签约
- 2000年
  - 教育部本科教学评估“优秀”
  - 与美国密西根大学签约，共建机械工程学院
  - 4月6日上海交通大学Bio-X科学研究中心正式成立
- 1999年
  - 9月，原上海农学院并入
- 1997年
  - 谢绳武教授接替翁史烈教授，担任校长。
- 1996年
  - 交通大学百年校庆，江泽民总书记回到交大徐汇校区视察，并为母校题词：继往开来，勇攀高峰，把交通大学建成世界一流大学。

## 爭議
2010年11月，上海交通大學引入了法國籍諾貝爾獎得主呂克·蒙塔尼耶，並申請研究DNA在水中引起電磁波的現象，因蒙塔尼耶過去曾多次被指從事研究偽科學而遭到駁回，但蒙塔尼仍獲交大聘用為講席教授。
2019冠狀病毒病疫情期間蒙塔尼耶聲稱SARS-CoV-2病毒存有HIV病毒的核酸序列，並指控是武漢病毒研究所泄漏引發，更指美國有對研究所提供資金和技術支援。他所引用的印度理工學院德里分校相關研究已主動撤回。